# Rabocerus foveolatus
Rabocerus foveolatus är en skalbaggsart som först beskrevs av Sven Ingemar Ljungh 1823.  Rabocerus foveolatus ingår i släktet Rabocerus, och familjen trädbasbaggar. Arten är reproducerande i Sverige.